# Ingersleben
Ingersleben település Németországban, azon belül Szász-Anhalt tartományban. Lakosainak száma 1324 fő (2023. december 31.).

## Népesség
A település népességének változása:
| Lakosok száma | 1369 | 1362 | 1335 | 1333 | 1324 |
|               | 2017 | 2019 | 2021 | 2022 | 2023 |